# Kongreya Star
Kongreya Star (pol. Kongres Gwiazd) – konfederacja organizacji kobiecych w Rożawie (Syria). Założona w 2005 pod nazwą Yekîtiya Star. Nazwa Gwiazda „nawiązuje do starożytnej mezopotamskiej bogini Isztar, a obecnie odnosi się także do gwiazd niebieskich”.
Konfederacja odegrała kluczową rolę w znaczącej zmianie postrzegania ról płciowych w regionie. Jej działalność opiera się na koncepcji jineologii, która zakłada, że „bez wyzwolenia kobiet prawdziwie wolne społeczeństwo nie jest możliwe”. Idea ta nawiązuje bezpośrednio do teorii politycznej opracowanej przez Abdullaha Öcalana.
Jedną z założycielek ruchu jest Îlham Ehmed, była współprzewodnicząca Syryjskiej Rady Demokratycznej (MSD).

## Organizacja

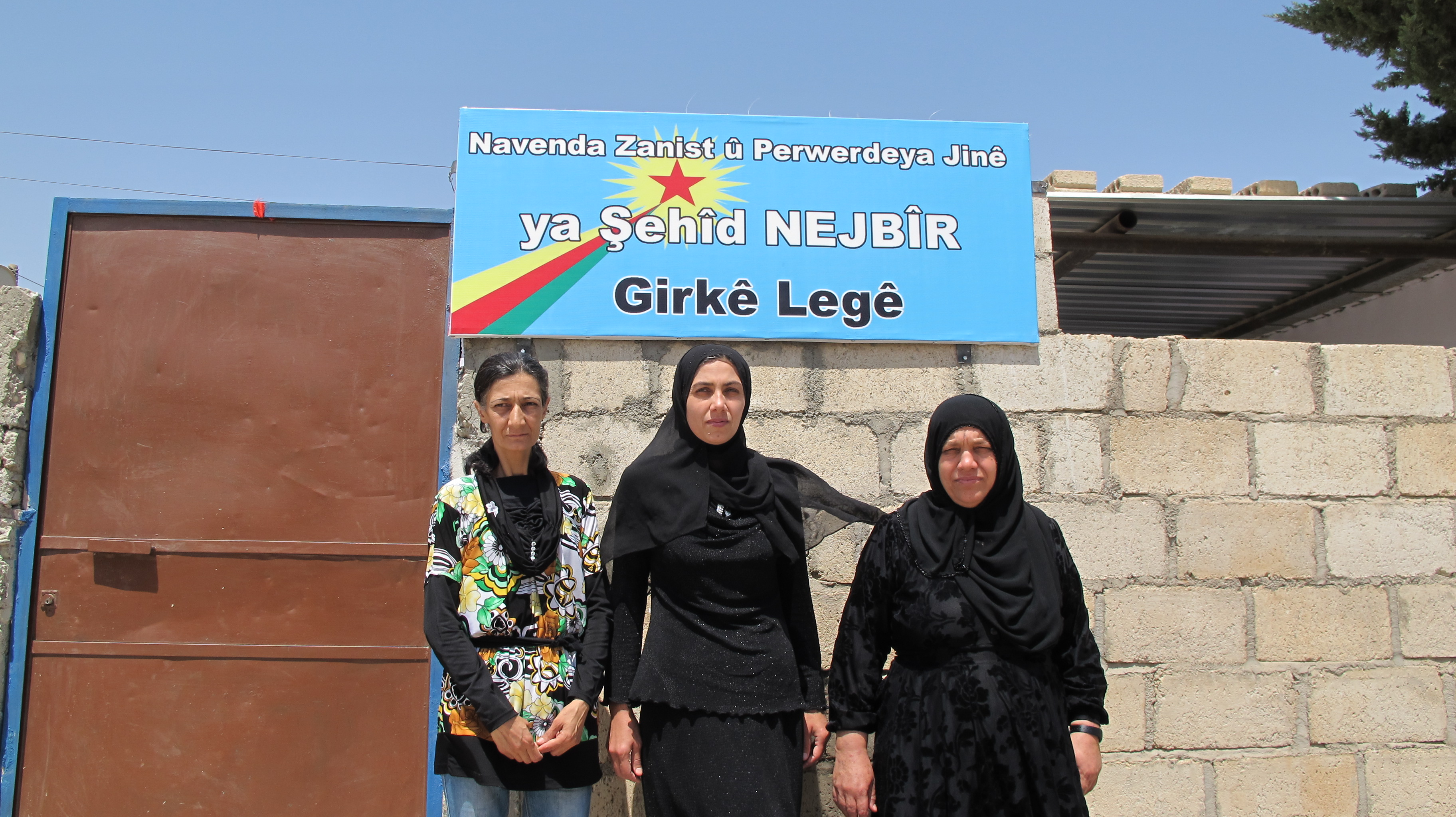
Centrum dla kobiet w Girkê Legê, które świadczy pomoc ofiarom przemocy domowej, napaści na tle seksualnym i innych form krzywdy.

Okolice i miasta Rożawy zorganizowane są w gminy liczące od siedmiu do dwustu osób. Zorganizowane są one w dwie sieci: jedną prowadzoną przez Ruch na Rzecz Społeczeństwa Demokratycznego (TEV-DEM), w których skład wchodzą mężczyźni i kobiety; drugą składającą się z gmin kobiecych, które stanowią podstawę Kongreya Star.
W każdej gminie działa pięć różnych typów komisji. 
- Komitet ds. edukacji
- Komitet ds. zdrowia
- Komitet Ekonomiczny
- Komitet rozwiązujący problemy
- Komitet Samoobrony

Kongreya Star prowadzi również Komisje Sprawiedliwości Kobiet, które zajmują się m.in. interwencjami w sprawie przemocy domowej, niesieniem pomocy kobietom doznającym przemocy psychicznej czy fizycznej (m.in. poprzez Domy Kobiet), nadzorem nad systemem sprawiedliwości, jak i mediacjami w sytuacji konfliktów rodzinnych.

## Zasady założycielskie
Podstawowe zasady działania Kongreya Star:
1. „Kongreya Star opiera się na dobrowolnym związku demokratycznych organizacji, instytucji i ciał demokratycznych. Jest to konfederacyjna organizacja kobieca, która organizuje się w formie gmin, zgromadzeń, akademii, spółdzielni, fundacji, stowarzyszeń, partii itp.”
2. „Każda organizacja, związek czy komitet, który przystępuje, chroni swoją tożsamość. Przystępuje do Kongreya Star na zasadach wzajemnej zależności. Organizacja działa według zasad radykalnej demokracji”.
3. „Kongreya Star jest odpowiedzialna za koordynację, wdrażanie i nadzór nad decyzjami i polityką różnych instytucji, organizacji i zgromadzeń kantonów”.
4. „Kongreya Star jest elastyczna i uwzględnia różnorodność i demokratyczne uczestnictwo”[7].